# ペタ
ペタ（peta, 記号: P）は国際単位系 (SI) におけるSI接頭語の1つで、以下のように基礎となる単位の 1015（＝千兆）倍の量であることを示す。
- 1 ペタヘルツ (PHz) = 1015 ヘルツ (Hz)
- 1 ペタメートル (Pm) = 1015 メートル (m)
- 1 ペタ秒 (Ps) = 1015 秒 (s)

1018を表すエクサとともに1975年に定められたもので、ギリシャ語で「5」を意味する πέντε (pente) に由来する。これは 1015 = 10005 だからである。peta は 5 を意味する接頭語 πεντα- (penta-) と似ているが、3文字目が抜けている。これはテラに倣ってつけられたもので、テラはギリシャ語で怪物を意味する teras に因むものだが、ギリシャ語で 4 を意味する接頭語 tetra- に似ており、3文字目を抜くと一致するためである。
コンピュータの分野においてペタを 1,125,899,906,842,624 (= 250 = 10245) の意味で用いる場合がある（ペタバイトなど）が、国際単位系ではこれは禁止されている。しかも、正しく1015 を表す場合もある（例：1ペタビット/秒 (Pbps) = 1015 ビット/秒）。この曖昧さを回避するために 250 については2進接頭辞「ペビ」（pebi, 記号: Pi）が導入されたが、あまり用いられていない。